# مودو بارو
مودو بارو بالأنجليزية (modou barrow) (من مواليد 13 أكتوبر 1992) لاعب كرة القدم يلعب في نادي أبها السعودي والمنتخب الغامبي. إنه جناح، لكن يمكنه أيضاً أن يلعب دور الأمام.نشأ في السويد حيث لعب لعدة أندية كبرى. في عام 2014، وقع ل سوانسي سيتي من الدوري الممتاز. بعد الحصول على الأعارة لثلاثة أندية، انتقل إلى ريدينغ في عام 2017. قدم بارو أول مباراة دولية له مع غامبيا في عام 2016. والان هو يلعب في النادي الاهلي السعودي في عام 2023.

## الأندية التي لعب لها

### النشأة والسويد
ولد بارو في غامبيا. في سن التاسعه كان لديه أعمال البستنة مع أخيه الأكبر ويل. عندما كان في الحادية عشرة من عمره، توفيت والدته. انضم هو وأخوانه الأربعة إلى والدهم في السويد. وعبّر عن أن "كرة القدم ساعدتني بشكل واضح على اجتياز تلك الفترة من حياتي. كنت جيدًا في كرة القدم وحصلت على الكثير من الأصدقاء في مدرستي الجديدة، ويرجع ذلك أساسًا إلى أن العديد منهم كانوا يحبون لعب كرة القدم معي. لأنني كنت من بلد آخر.
أمضى حياته المهنية للشباب في Östers IF و Mjölby AI ، قبل الحصول على أول ظهور له مع Mjölby AI . انتقل صديقه من غامبيا إلى مدينة Mjölby . أثناء زيارته لصديقه، تمت دعوته للتدرب مع النادي، وسرعان ما اصطدمت عين الفريق الكبير. هذا بدوره أدى إلى اتفاق مع نادي IFK Norrköping القريب. بعد تعاقده مع زملائه السويديين Mjölby Södra IF و IFK Norrköping و Varbergs BoIS ، انضم إلى فريق الدرجة الثانية السويدي Östersunds FK في عام 2014. وسجل 10 أهداف في 19 مباراة في موسمه الوحيد بالنسبة لهم في سوبرتان.

#### سوانسي سيتي
في 30 أغسطس 2014، أكمل بارو انتقاله إلى نادي سوانسي سيتي الإنجليزي لكرة القدم مقابل رسوم انتقال غير معروفه ، يُعتقد أنه يبلغ حوالي 1.5 مليون جنيه إسترليني، بعد أن وقع المدير الفني غاري مونك. أصبح أول لاعب كرة قدم جامبيا يلعب في الدوري الإنجليزي الممتاز - عمر كوروما قضى موسمين في بورتسموث ابتداء من عام 2008، لكنه فشل في الظهور.وقال في توقيعه مع سوانسي "أحب الطريقة التي تلعب بها سوانسي كرة القدم. إنها تذكرني كيف اعتدت أن أعود إلى ديارهم. شاهدت الكثير من مبارياتهم على التلفزيون وأعجبت بما شاهدته." «إنهم يحبون إعطاء اللاعبين الشباب فرصة وأتمنى أن أتمكن من التقدم هنا.» ذهب بارو مباشرة إلى فرقة تحت 21 سنة. في 28 أكتوبر 2014، أدرج بارو على مقاعد البدلاء في مباراة كأس سوانزي أمام ليفربول. تم تعيينه رقم فرقة 58.في 9 تشرين الثاني / نوفمبر 2014، لعب بارو بدايته في مدينة سوانسي ودوري الدرجة الأولى ضد آرسنال، ليحل محل مارفن إيمنز في آخر 23 دقيقة من الفوز 2-1 على أرضه. سجل أول هدف له في سوانسي يوم 3 يناير 2015 في الفوز 6-2 في ترانمير روفرز في الجولة الثالثة من كأس الاتحاد الإنجليزي. وقع بارو عقدًا جديدًا لمدة أربع سنوات حتى يونيو 2018. تم اعارة بارو إلى نوتنغهام فوريست في 11 مارس 2015 حتى نهاية موسم 2014-2015. في 10 أغسطس 2015 ، تم إعارة بارو إلى بلاكبيرن روفرز على اعارة طارئه لمدة ثلاثة أشهر. في 8 سبتمبر ، تم تذكره من قبل سوانسي وظل تحت قيادة المدير الفني فرانشيسكو جيدولين، وسجل بارو هدفه الأول في الدوري لسوانسي في هزيمته 3-2 في بورنموث في 12 مارس 2016. وقع عقدًا جديدًا. في سوانسي يوم 7 يوليو 2016، مع الاحتفاظ به في النادي حتى عام 2019 وإضافة بند بقيمة 15 مليون جنيه إسترليني للاعب.
على الرغم من لعبه 20 مرة في سوانسي خلال النصف الأول من موسم 2016-17 في ظل غيدولين وبوبلي برادلي، بعد سقوطه من حظوظه تحت قيادة المدير الجديد بول كليمنت بسبب توقيع لوسيانو نارسينغ، أتيح بارو للنقل. كان مرتبطا بقوة مع الانتقال إلى نيوكاسل يونايتد. في 31 يناير عام 2017، انضم بارو إلى ليدز يونايتد على سبيل الإعارة حتى نهاية موسم 2016-2017، بهدف التوصل إلى صفقة دائمة. رأت الحركة ارتباطه مع الراهب. بعد فشله في اقتحام الفريق الأول، لم يتم شراؤه من قبل ليدز. وخلال فترة وجوده في سوانسي، أصبح أول لاعب غامبي يسجل هدفاً رائعاً في الدوري.
الأهلي السعودي
في 16 يناير 2023 انهت ادارة النادي الأهلي السعودي التعاقد معه قادما من نادي جيونبك هيونداي موتورز لتدعيم صفوف الفريق الكروي الاول لكرة القدم.

## قراءة
في 21 يوليو 2017، رفض سوانسي عرضًا من ريدينغ في المنطقة بقيمة 1.25 مليون جنيه إسترليني ، قبل أن يوقع بارو عقدًا لمدة أربع سنوات مع ريدينغ في 3 أغسطس مقابل رسوم لم يتم الإفصاح عنها. سجل هدفه الأول في ريدينج في الفوز 2-1 على أستون فيلا في 15 أغسطس.

## مع المنتخب
في 31 مارس 2015، استدعي بارو لفريق السويد الوطني لكرة القدم لأقل من 21 عاما، إلا أنه انسحب من التشكيلة بسبب الإصابة التي تعرض لها.
في مايو 2015، تم استدعاؤه لفريق كرة القدم الوطني في غامبيا ، وفي 22 مايو، أكد على حسابه على تويتر أنه قرر اللعب مع غامبيا. قدم بارو أول مباراة له مع غامبيا خلال التصفيات المؤهلة لكأس أفريقيا للأمم بالتعادل السلبي مع جنوب إفريقيا في 13 يونيو 2015. سجل بارو هدفه الدولي الأول في 27 مارس 2017، ليفوز بنتيجة 2-1 على جمهورية أفريقيا الوسطى في القنيطرة بالمغرب.

## طريقة اللعب
بارو هو جناح سريع، يحب اللعب بالكرة ويواجه المدافعين ويخلق الفرص. يمكنه أيضًا اللعب في المقدمة. وكشف أنه مع أسلوبه في اللعب «أريد أن أجعل المشجعين على أقدامهم، وأقاتل حتى النهاية».

## الحياة الشخصية
يعيش بارو مع خطيبته وابنتهما أنيا، ولدت في نوفمبر 2014. يحمل بارو الجنسية السويدية. في عام 2012، حكم على بارو بخدمة المجتمع والتحقق بعد الاعتداء على صديقته.

## إحصاءات[22]
| النادي          | موسم          | الدوري                      | الدوري | الدوري | كأس دولي | كأس دولي | الكأس | الكأس | اخري | اخري  | المجموع | المجموع |
| النادي          | موسم          | اسم الدوري                  | لعب    | اهداف  | لعب      | اهداف    | لعب   | اهداف | لعب  | اهداف | لعب     | اهداف   |
| --------------- | ------------- | --------------------------- | ------ | ------ | -------- | -------- | ----- | ----- | ---- | ----- | ------- | ------- |
| Mjölby AI FF    | 2010          | السويد                      | 15     | 6      | 0        | 0        | 0     | 0     | 0    | 0     | 15      | 6       |
| Mjölby Södra IF | 2011          | السويد                      | 19     | 23     | 0        | 0        | 0     | 0     | 0    | 0     | 19      | 23      |
| نورشوبينغ       | 2012          | الدوري السويدي              | 7      | 0      | 0        | 0        | 0     | 0     | 0    | 0     | 7       | 0       |
| Varbergs BoIS   | 2013          | سوبرتان                     | 28     | 2      | 0        | 0        | 0     | 0     | 0    | 0     | 28      | 2       |
| إوسترسوند       | 2014          | سوبرتان                     | 19     | 10     | 0        | 0        | 0     | 0     | 0    | 0     | 19      | 10      |
| سوانزي سيتي     | 2014-15       | الدوري الأنجليزي            | 11     | 0      | 2        | 1        | 0     | 0     | 0    | 0     | 13      | 1       |
| سوانزي سيتي     | 2015-16       | الدوري الأنجليزي            | 22     | 1      | 1        | 0        | 0     | 0     | 0    | 0     | 23      | 1       |
| سوانزي سيتي     | 2016-17       | الدوري الأنجليزي            | 18     | 0      | 0        | 0        | 1     | 0     | 0    | 0     | 19      | 0       |
| سوانزي سيتي     | المجموع       | المجموع                     | 51     | 1      | 3        | 1        | 1     | 0     | 0    | 0     | 55      | 2       |
| نوتينغهام فورست | 2014-15       | دوي الدرجة الأولي الأنجليزي | 4      | 0      | 0        | 0        | 0     | 0     | 0    | 0     | 4       | 0       |
| بلاكبيرن روفرز  | 2015-16       | دوي الدرجة الأولي الأنجليزي | 4      | 0      | 0        | 0        | 1     | 0     | 0    | 0     | 5       | 0       |
| يدز يونايتد     | 2016-17       | دوي الدرجة الأولي الأنجليزي | 5      | 0      | 0        | 0        | 0     | 0     | 0    | 0     | 5       | 0       |
| ريدنغ           | 2017-18       | دوي الدرجة الأولي الأنجليزي | 41     | 10     | 2        | 0        | 2     | 0     | —    | —     | 45      | 10      |
| ريدنغ           | 2018-19       | دوي الدرجة الأولي الأنجليزي | 0      | 0      | 0        | 0        | 0     | 0     | —    | —     | 0       | 0       |
| ريدنغ           | المجموع       | المجموع                     | 41     | 10     | 2        | 0        | 2     | 0     | -    | -     | 45      | 10      |
| المجموع الكلي   | المجموع الكلي | المجموع الكلي               | 193    | 52     | 5        | 1        | 4     | 0     | 0    | 0     | 202     | 53      |

## وصلات خارجية
- مودو بارو على موقع اتحاد السويد (السويدية)
- مودو بارو على موقع اتحاد تركيا (لاعب) (الإنجليزية)
- مودو بارو على موقع دوري كوريا الجنوبية (الإنجليزية)
- مودو بارو على موقع قاعدة بيانات كرة القدم.إي يو (الإنجليزية)
- مودو بارو على موقع ليكيب (الفرنسية)
- مودو بارو على موقع ناشيونال فوتبول تيمز (الإنجليزية)
- مودو بارو على موقع Soccerbase.com (لاعب) (الإنجليزية)
- مودو بارو على موقع Soccerway.com (الإنجليزية)
- مودو بارو على موقع عالم كرة القدم.نت (الإنجليزية)
- مودو بارو على موقع AS.com (الإسبانية)

1. ↑  Gaskell، Simon (26 أغسطس 2014). "Who is expected Swansea City signing Modou Barrow? All you need to know about the young striking sensation". walesonline. مؤرشف من الأصل في 2018-03-24. اطلع عليه بتاريخ 2018-08-10.
2. ↑  "Barrow: "Jag önskar att mamma hade fått uppleva det här"". op.se (بالسويدية). 1 Sep 2014. Archived from the original on 2019-12-14. Retrieved 2018-08-10.
3. ↑  "Modou Barrow on Twitter". Twitter. مؤرشف من الأصل في 2016-03-05. اطلع عليه بتاريخ 2018-08-10.
4. ↑  "BARROW IS FIRST GAMBIAN TO PLAY IN EPL – Foroyaa Newspaper". 3 مارس 2016. مؤرشف من الأصل في 2020-07-01. اطلع عليه بتاريخ 2018-08-10.{{استشهاد ويب}}:  صيانة الاستشهاد: BOT: original URL status unknown (link)
5. ↑  "Modou Barrow becomes first Gambian to play in Premier League". 30 نوفمبر 2014. مؤرشف من الأصل في 2014-11-30. اطلع عليه بتاريخ 2018-08-10.{{استشهاد ويب}}:  صيانة الاستشهاد: BOT: original URL status unknown (link)
6. ↑  "Liverpool 2-1 Swansea City". BBC Sport (بالإنجليزية البريطانية). 28 Oct 2014. Archived from the original on 2019-04-11. Retrieved 2018-08-10.
7. ↑  "Swansea City 2-1 Arsenal". BBC Sport (بالإنجليزية البريطانية). 9 Nov 2014. Archived from the original on 2018-09-13. Retrieved 2018-08-10.
8. ↑  "Gambian forward Modou Barrow signs long-term Swansea deal". BBC Sport (بالإنجليزية البريطانية). 2015. Archived from the original on 2018-11-28. Retrieved 2018-08-10.
9. ↑  "Barrow pens new four-year deal at Swans | Swansea City FC". www.swanseacity.com (بالإنجليزية). Archived from the original on 2019-12-14. Retrieved 2018-08-10.
10. ↑  "Barrow joins on loan" (بالإنجليزية البريطانية). Archived from the original on 2019-12-14. Retrieved 2018-08-10.
11. ↑  "Rovers secure Mo move - News - Blackburn Rovers" (بالإنجليزية البريطانية). Archived from the original on 2017-08-16. Retrieved 2018-08-10.
12. ↑  "Bournemouth 3-2 Swansea City". BBC Sport (بالإنجليزية البريطانية). 12 Mar 2016. Archived from the original on 2018-09-15. Retrieved 2018-08-10.
13. ↑  "Swansea City: Modou Barrow agrees new three-year contract". BBC Sport (بالإنجليزية البريطانية). 7 Jul 2016. Archived from the original on 2018-12-30. Retrieved 2018-08-10.
14. ↑  McCormick، Sean (23 يناير 2017). "Who is Modou Barrow? Newcastle United transfer target likes to 'get fans on their feet'". nechronicle. مؤرشف من الأصل في 2017-09-05. اطلع عليه بتاريخ 2018-08-10.
15. ↑  "2017/18 RETAINED LIST". www.leedsunited.com (بالإنجليزية). Archived from the original on 2018-09-24. Retrieved 2018-08-10.
16. ↑  "Modou Barrow: Reading sign Swansea winger for around £1.5m". BBC Sport (بالإنجليزية البريطانية). 3 Aug 2017. Archived from the original on 2018-09-15. Retrieved 2018-08-10.
17. ↑  "Barrow joins Royals on four-year deal" (بالإنجليزية البريطانية). Archived from the original on 2019-04-02. Retrieved 2018-08-10.
18. ↑  "Reading 2-1 Aston Villa". BBC Sport (بالإنجليزية البريطانية). 15 Aug 2017. Archived from the original on 2019-05-05. Retrieved 2018-08-10.
19. ↑  "Klart: Barrow väljer att spela för Gambia". Aftonbladet (بالسويدية). Archived from the original on 2019-12-14. Retrieved 2018-08-10.
20. ↑  "Leeds news: Barrow scored first international goal for The Gambia". Football Insider (بالإنجليزية البريطانية). 28 Mar 2017. Archived from the original on 2017-09-01. Retrieved 2018-08-10.
21. ↑  "EXCLUSIVE INTERVIEW | MO BARROW". www.leedsunited.com (بالإنجليزية). Archived from the original on 2018-01-09. Retrieved 2018-08-10.
22. ↑  "Gambia - M. Barrow - Profile with news, career statistics and history - Soccerway". uk.soccerway.com (بالإنجليزية). Archived from the original on 2019-05-02. Retrieved 2018-08-10.